# U對偶
U對偶是弦理論與M理論之間的對偶性，主要是將S對偶和T對偶轉換。這個詞最常見於特定背景空間定義，即所有的S對偶和T對偶在該拓撲型態提供的聯合結果。

從另一角度看來，U對偶分別將IIA型弦、E型雜弦與M理論聯繫起來，亦即10維與11維之間的對偶性。